# Cecropia velutinella
Cecropia velutinella är en nässelväxtart som beskrevs av Friedrich Ludwig Diels. Cecropia velutinella ingår i släktet Cecropia och familjen nässelväxter. Inga underarter finns listade i Catalogue of Life.